# Sarah Sophia Banks
Sarah Sophia Banks (28 de octubre de 1744 - 27 de septiembre de 1818) fue una anticuaria coleccionista inglesa. Hermana y colaboradora de Joseph Banks. Colecciona numismática, medallas y ephemera los cuales son hoy históricamente valiosos como grandes diarios, tarjetas, anuncios y playbills.

## Biografía
Nació en 1744 en calle 30 Argyll en Soho, hija de William Banks, el MP de Grampound, y su mujer Sarah.
Ella "discutía cuestiones de biología vegetal con su hermano..." Y "...Influyéndolo mucho." Muchas "de sus ideas se abrieron camino en sus escritos [y ella] también proporcionó un valioso apoyo para recopiar y editar todo el manuscrito del viaje de Banks por Terranova (publicado 1766)."

## Legado
Sus colecciones se resguardaron en el Museo Británico y en el Museo Mint Royal. El redescubrimiento de su libro de recuerdos sobre el Monstruo de Londres, un hombre que atacó a decenas de mujeres entre 1788 y 1790, condujo directamente al libro de Jan Bondeson sobre el tema en 2000.